# Armin Prinz
Armin Prinz (* 29. Juli 1945 in Öblarn; † 25. August 2018 in Wien) war ein österreichischer Ethnologe und Mediziner.

## Leben
Armin Prinz entschloss sich mit 16 Jahren zur See zu fahren, absolvierte die Seemannsschule auf dem Schulschiff Deutschland in Bremen und arbeitete mehrere Jahre als Seemann für einige große deutsche Reedereien. Später studierte er Ethnologie und Medizin in Wien und habilitierte sich 1989 im Fach Ethnomedizin an der Medizinischen Universität Wien. Während seines Doppel-Studiums verbrachte er mehrere Jahre in entlegenen Gebieten im damaligen Zaire, jetzt Demokratische Republik Kongo. Nach dem Abschluss beider Studien und der Absolvierung des Turnus kehrte er für seine Forschungen immer wieder in den Nordost-Kongo zu den Azande, einer großen ethnischen Gruppe, zurück, drehte Filme und unterstützte die WHO als Berater beim Ebolafieber-Ausbruch in Isiro 2012. Seine Forschungsgebiete waren Ethnomedizinische Forschungen und Evaluierungen von Forschungs- und Hilfsprojekten im Senegal, in Tansania, Äthiopien, Uganda und im Sudan. Er lehrte Ethnopharmakologie, International Health, Ernährungsanthropologie und Geschichte der Ethnomedizin. Er war Leiter der Reisemedizinischen Ambulanz am Flughafen Wien/Schwechat und Präsident der österreichischen Ethnomedizinischen Gesellschaft.
Prinz publizierte zu den Themen Ethnomedizin, Ernährungsanthropologie, Ethnopharmakologie und Medizingeschichte. Er baute eine eigene Bibliothek auf und gründete die Sammlung Ethnomedizin, die mit Objekten heute namhafter Künstler aus Afrika im Weltmuseum Wien untergebracht ist.

## Publikationen (Auswahl)
- Armin Prinz, Ruth Kutalek (Hrsg.): Essays in Medical Anthropology; The Austrian Ethnomedical Society after Thirty Years. Wiener ethnomedizinische Reihe, Bd. 6, ISBN 978-3-643-50008-3.
- Armin Prinz: The history of the “Austrian Ethnomedical Society”. In: Ruth Kutalek, Armin Prinz (Red.): Essays in medical anthropology. Wien 2009.
- Armin Prinz (Hrsg.): Hunting food - drinking wine : proceedings of the XIX congress of the International Commission for the Anthropology of Food (ICAF). International Union of Ethnological and Anthropological Sciences (IUEAS), Poysdorf, Austria 2003; Wiener ethnomedizinische Reihe 3, Wien 2006, ISBN 3700005709.
- Armin Prinz: Schamanen als Clown-Doctors, Ein Beispiel von den Azande Zentralafrikas. In: Theaterkunst & Heilkunst. Hrsg. von Gerda Baumbach unter Mitarb. von Martina Hädge, Köln/Wien [u. a.] 2002, S. 195.
- Armin Prinz: Kaza basolo – Ein kulturgebundenes Syndrom bei den Azande im Nordost-Kongo. In: Christine E. Gottschalk-Batschkus (Hrsg.): Ethnotherapien. Berlin 1998, S. 53.
- Armin Prinz: Über den Umgang mit Leichen bei fremden Völkern. In: Norbert Stefenelli (Hrsg.): Körper ohne Leben. Wien [u. a.] 1998, S. 136.
- Armin Prinz: Die Rolle der traditionellen Medizin beim Aufbau neuer afrikanischer Gesundheitsstrukturen. In: Erwin Ebermann (Hrsg.): Chancen & Risiken der Entwicklung Subsahara-Afrikas. Wien 1996, S. 139.
- Armin Prinz: Bier bei den Ackerbauern Schwarzafrikas. In: Conrad Seidl, Willibald Katzinger (Red.): Bierwelt. Linz 1992.

## Papers online (Auswahl)
- F. Laminger, Armin Prinz: [Bats and other reservoir hosts of Filoviridae. Danger of epidemic on the African continent?–a deductive literature analysis]. In: Wiener klinische Wochenschrift. Band 122 Suppl 3, Oktober 2010, doi:10.1007/s00508-010-1434-x, PMID 20924703, PMC 7088152 (freier Volltext), S. 19–30 (Review).
- R. Kutalek, G. Wewalka, C. Gundacker, H. Auer, J. Wilson, D. Haluza, S. Huhulescu, S. Hillier, M. Sager, Armin Prinz: Geophagy and potential health implications: geohelminths, microbes and heavy metals. In: Transactions of the Royal Society of Tropical Medicine and Hygiene. Band 104, Nummer 12, Dezember 2010, doi:10.1016/j.trstmh.2010.09.002, PMID 20889178, S. 787–795.
- Armin Prinz: [Current aviation medicine]. In: Wiener medizinische Wochenschrift. Band 152, Nummer 17–18, 2002, doi:10.1046/j.1563-258x.2002.02069.x, PMID 12385064, S. 439–440.
- Armin Prinz: [Discovery of the cardiac effectiveness of cinchona bark and its alkaloids]. In: Wiener klinische Wochenschrift. Band 102, Nummer 24, Dezember 1990, PMID 2281676, S. 721–723.